# Subilla walteri
Subilla walteri is een kameelhalsvliegensoort uit de familie van de Raphidiidae. De soort komt voor in Turkije.
Subilla walteri werd voor het eerst wetenschappelijk beschreven door H. Aspöck & U. Aspöck in 1967.